# Комеч, Александр Ильич
Александр Ильич Комеч (род. 24 мая 1946, Берлин) — советский и российский математик, доктор физико-математических наук (1998), профессор (2011). Брат искусствоведа Алексея Комеча.

## Биография
Окончил механико-математический факультет МГУ (1969), в 1972—1993 году преподавал там же: ассистент, доцент. В 1973 году защитил кандидатскую диссертацию «Эллиптические краевые задачи на многообразиях с кусочно гладкой границей», в 1998 году — докторскую диссертацию «Долговременная асимптотика и аттракторы нелинейных гамильтоновых волновых уравнений».
Ведущий научный сотрудник лаборатории теории вероятностей механико-математического факультета МГУ имени М. В. Ломоносова (с 1993), главный научный сотрудник Института проблем передачи информации имени А. А. Харкевича РАН (с 2007). Сотрудничал с Венским университетом, является специалистом по Гамильтоновой системе.